# Municipio de Lawrence (condado de Mercer)
El municipio de Lawrence (en inglés: Lawrence Township) es un municipio ubicado en el condado de Mercer en el estado estadounidense de Nueva Jersey. En el año 2010 tenía una población de 33.472 habitantes y una densidad poblacional de 583,14 personas por km².

## Geografía
El municipio de Lawrence se encuentra ubicado en las coordenadas 40°16′40″N 74°43′46″O / 40.27778, -74.72944.

## Demografía
Según la Oficina del Censo en 2000 los ingresos medios por hogar en el municipio eran de $67,959 y los ingresos medios por familia eran $82,704. Los hombres tenían unos ingresos medios de $56,681 frente a los $38,468 para las mujeres. La renta per cápita para la localidad era de $33,120. Alrededor del 4.9% de la población estaba por debajo del umbral de pobreza.